# Totentanz (Liszt)
Der Totentanz, auch als Paraphrase über „Dies irae“ oder als Danse macabre bezeichnet, ist ein konzertanter Variationszyklus von Franz Liszt für Solo-Klavier und Orchester, der ein Thema des Gregorianischen Chorals, das Dies Irae (Lat, etwa: Tag des Zorns), mit dem Thema des Totentanzes verbindet.

## Motiv
Es gab schon früh unterschiedliche Meinungen über die der Komposition zugrundeliegenden bildlichen Motive.  Der Liszt-Schüler Richard Pohl ging 1883 (noch zu Lebzeiten von Liszt) davon aus, dass dem Werk die Inspiration Holbeins zugrunde lag. Die Liszt-Biographin Lina Ramann meinte 1894, dass das in den Hallen des Campo Santo zu Pisa sich befindende Wandgemälde: „Der Triumph des Todes“ von dem Florentiner Andrea di Cione genannt Orcagna den Komponisten 1839 inspiriert hatte, als er sich dort aufhielt. Der Bildzyklus von Hans Holbein der Jüngere sei als Inspirationsquelle irrtümlich durch Carolyne von Sayn-Wittgenstein benannt worden. Auch der Liszt-Schüler und Sekretär August Göllerich nannte 1908 das Fresko von Orcagna als die Inspirationsgrundlage. Schüler August Stradal meinte 1929 sogar: „Nachdem ich dem Meister den Totentanz […] am zweiten Klavier begleitet von Stephan Toman […] vorgespielt hatte, sagte Liszt, dass er zu dieser Komposition durch das Freskogemälde Orcagnas ´Der Triumph des Todes´, welches am Campo santo in Pisa hängt, angeregt wurde.“ Die eigentliche Diskussion über den Totentanz begann jedoch erst Mitte des 20. Jahrhunderts. Der Liszt-Wissenschaftler Serge Gut meinte zu der Auseinandersetzung, dass die Bildreihe von Hans Holbein dem Jüngeren die Anregung für die Komposition gab. Adrienne Kaczmarczyk legte 2002 in einer ausführlichen Analyse dar, dass der Komponist in der Konzeptionsphase 1847–1859 zwei gregorianische Vorlagen (Dies irae und De profundis, Psalm 129/130) bearbeitete und 1859–1865 De profundis ausgegliedert wurde. Verschmolzen sind im Totentanz nur die ersten beiden Entwürfe: Der Triumph des Todes verweist nach Kaczmarczyk auf Orcagna und die Komödie des Todes nach Holbein. Welche bildliche Darstellung Liszt tatsächlich inspirierte, ist für das Kompositionsergebnis, für die Variationen, die musikalischen Formimpulse und die instrumentale Palette des Klaviers und des Orchesters jedoch ohne Belang.

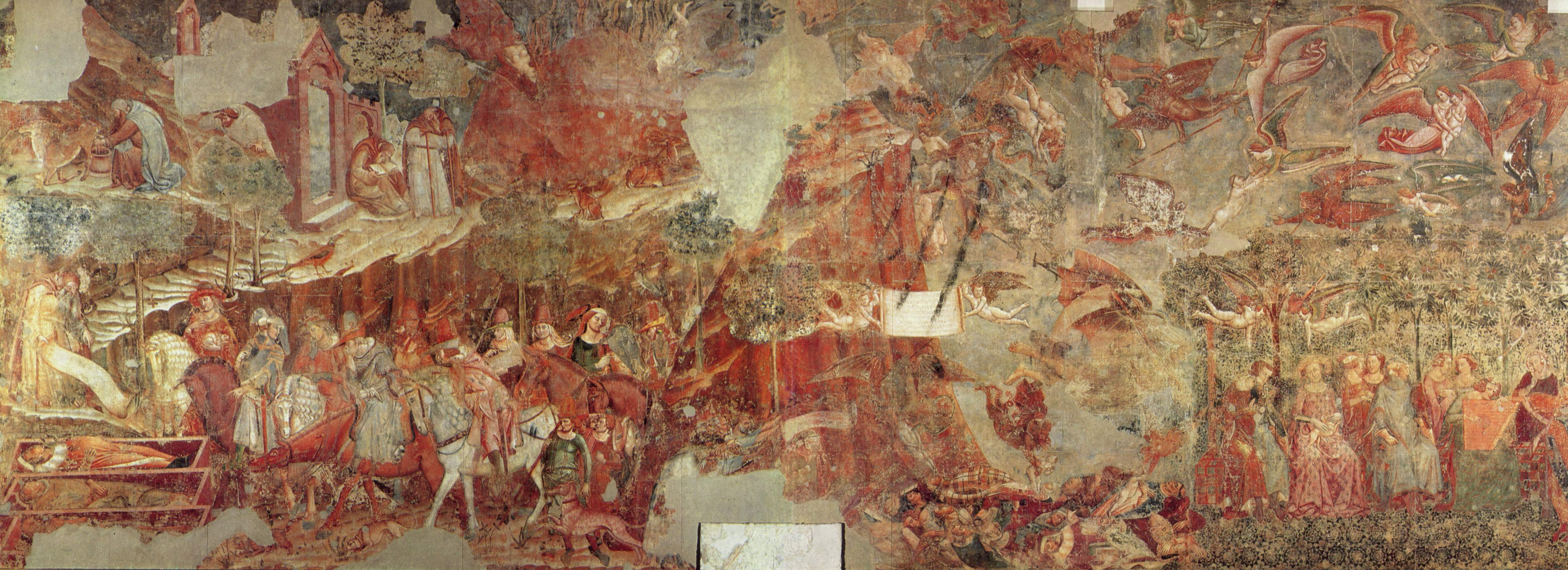
Der Triumph des Todes im Camposanto, Pisa, früher Orcagna zugeschrieben, jetzt Buonamico Buffalmacco oder Francesco Traini

## Entstehung
Das Werk entstand 1847–1849 in Weimar und wurde in den Folgejahren von Liszt mehrfach überarbeitet, 1853 und 1859 besonders intensiv. Liszt schuf mehrere Versionen:
- Erste Version für Klavier und Orchester, 1847–53 (Searle-Verzeichnis (= S.) 126–1), 1919 bei Breitkopf & Härtel (Leipzig) unter dem Titel De Profundis gedruckt (herausgegeben von Ferruccio Busoni). Ein Kopisten-Manuskript der ersten Fassung dieser Version trug die Aufschrift „Toten Tanz Phantasie für Pianoforte und Orchester. terminé le 21 Octobre 1849.“ 1853 entstand eine zweite, 1859 eine dritte Fassung.
- Zweite Version für Klavier und Orchester, 1859–64(?) (S. 126–2), 1865 bei Siegel (Leipzig) gedruckt.
- Bearbeitung für 2 Klaviere, 1859–65(?) (S. 652), 1865 bei Siegel (Leipzig) gedruckt.
- Bearbeitung für 1 Klavier, 1860–65(?) (S. 525), 1865 bei Siegel (Leipzig) gedruckt.

Die Spieldauer beträgt je nach Ausführung 13 bis 16 Minuten, wobei die langsamere Spielart der von Liszt bevorzugten entspricht.

## Noten
Beginn des Stücks:

## Uraufführung
Am 15. April 1865 erfolgte in Den Haag die Uraufführung unter der Leitung von Johannes Verhulst mit Hans von Bülow als Solisten, dem das Stück mit den Worten „Dem hochherzigen Progonen unserer Kunst, Hans von Bülow, verehrungsvoll und dankbar“ gewidmet ist. Im Dagblad van Zuidholland fiel der Totentanz beim Kritiker und beim Publikum jedoch durch „wir bekennen offen, dieses Stück nicht zu verstehen“ (Dagblad van Zuidholland 17. März 1865). Von dem gleichen Desaster bei der Totentanz-Aufführung in Hamburg am 24. März berichtet Hans von Bülow in einem Brief an Liszt. Von Bülow nahm danach den Totentanz nicht mehr in seine Programme auf. Auch Liszt hatte dieses Werk nie öffentlich aufgeführt und die Komposition wurde über zehn Jahre nach der Uraufführung überhaupt nicht mehr gespielt. Noch 1875 bedauerte Alexander Wilhelm Gottschalg, dass sich bis dahin seines Wissens kein Pianist mehr an das schwierig zu spielende Werk herangewagt hätte.

## Der Durchbruch
Dem Stück zum Durchbruch verhalf erst die Liszt-Schülerin Martha Remmert. Nachdem sie das Werk 1876 mehrfach in Ungarn und in Weimar gespielt und 1878 unter Joseph Hellmesberger senior in Wien zur Erstaufführung gebracht hatte, trug sie es am 17. Januar 1881 unter der Leitung von Carl Müllerhartung mit Orchester in Anwesenheit vom großherzoglichen Paar Sophie und Carl Alexander von Sachsen-Weimar-Eisenach zum ersten Mal im Weimarer Hoftheater vor. „Sogar der selbst von Liszt gefürchtete Totentanz, an den sich bekanntlich außer Bülow kaum zwei Pianisten gewagt haben, wurde in Folge einer so glanzvollen Wiedergabe günstig aufgenommen.[…] ‚Sie kann ein Patent darauf nehmen‘ so lautete das beredte Zeugniß des Componisten, und allerdings dürfen nur wenige sich eines solchen Patentes angesichts der enormen Schwierigkeit des Werkes bedienen“  hieß es in der Neuen Zeitschrift für Musik (NZfM 1881, S. 243). Nach diesem Konzert wurde ihr der Titel „Großherzogliche Hofpianistin“ verliehen. Franz Liszt setzte seine Schülerin mit dem Totentanz auf das Programm des 18. Tonkünstlerfestes des Allgemeinen Deutschen Musikvereins 1881 in Magdeburg. Die Aufführung am 11. Juni 1881 unter der Leitung von Arthur Nikisch war – ohne vorherige Probe mit der Solistin – ein großer Erfolg. Das Werk wurde nach Remmerts Konzert zum ersten Mal überhaupt in der NZfM (NzfM 1881, S. 284) ausführlich erörtert und über das Spiel der Pianistin hieß es, sie habe die gewaltigen Schwierigkeiten großartig gemeistert.

## Letzte Ergänzung der Komposition 1882
Martha Remmert bekam von Franz Liszt mit einem Brief vom 20. Februar 1882 aus Budapest zusätzliche Noten zur Komposition geschickt. Liszt hatte, nachdem er selbst das Werk das erste Mal gehört hatte, den Orchesterstimmen in der Jagd-Variation sieben Takte für die Hörner beifügt. Im Druck erschienen diese Ergänzungen aber erst in Alexander Silotis Ausgabe von 1911. Allerdings durfte die Partitur nicht für Aufführungen genutzt werden.

## Rezeption
Remmert spielte den Totentanz auch 1882 in Berlin und 1883 in Kopenhagen zur Erstaufführung und Liszt schrieb in einem Brief vom Dezember 1883 an die Fürstin zu Carolyne zu Sayn-Wittgenstein zufrieden, dass zwar sein Totentanz von der Kritik immer verrissen worden sei, Remmert ihn aber auf den Weg zur Berühmtheit gebracht hätte.
Nun spielten auch männliche Liszt-Schüler 1883–1896 die Komposition, wie Alexander Iljitsch Siloti und Bernhard Stavenhagen. Die Musikwelt erinnerte sich jedoch noch lange an die brillante Darbietung Remmerts in Magdeburg, wie Anna Morsch 1893, die Posener Zeitung 1905, die Eisenacher Zeitung 1906 und das Wiener Fremdenblatt 1934 – noch nach über 50 Jahren. Der Liszt-Schüler Berthold Kellermann spielte den Totentanz 1900 in Heidelberg und zur Hundertjahrfeier des Geburtstages von Franz Liszt 1911 brachte Frederic Lamond mit der aus 100 Musikern bestehenden Weimarer Hofkapelle unter Leitung von Peter Raabe das Werk zur Aufführung. Sergei Rachmaninow soll 1909/1917 mit dem Totentanz die Erfolge seiner Konzertreisen in Amerika begründet haben. Mit Josef Pembaur dem Älteren als Solisten führte Raabe den Totentanz auch 1920 in Weimar beim Liszt-Gedächtniskonzert auf. Alexander Siloti spielte ihn 1930 in New York und Béla Bartók zum 50. Todestag von Liszt im Jahr 1936 in Budapest. Auf Tonträger spielte Otto Neitzel als Einziger die Fassung vom Totentanz für Klavier bei Hupfeld um 1911 für eine Phonola-Notenrolle mit (73-Ton-System) ein – die früheste Tonaufzeichnung des Werkes. Nach dieser Aufnahme gab es jahrzehntelang nur sehr wenige Einspielungen. Erst ab 1960 kam es fast jährlich zu Aufführungen oder Einspielungen auf Tonträger und für die Zeit bis 2010 lassen sich aus den verschiedenen Tonträger-Verzeichnissen etwa 50 Einspielungen nachweisen. Allein im Liszt-Jahr 2011 kamen zum 200. Geburtstag des Komponisten 20 verschiedene Totentanz-Einspielungen hinzu und die Komposition stand in fast allen Konzertprogrammen der Welt. Martha Argerich spielte das Werk 1986 ein.